# Incidente ferroviario di San Dalmazzo di Tenda
L'incidente ferroviario di San Dalmazzo di Tenda avvenne il 27 gennaio 2003 nella galleria «Biogna», tra le stazioni di San Dalmazzo di Tenda e Fontan-Saorgio.
Verso le 11, il treno regionale Trenitalia 22957 da Cuneo a Arma di Taggia via Breglio e Ventimiglia e il treno regionale SNCF 18586 da Nizza a Tenda si scontrarono frontalmente alla progressiva chilometrica 59+245 nella galleria «Biogna», tra le stazioni di San Dalmazzo di Tenda e Fontan-Saorgio. Il bilancio dello scontro fu di due morti, il macchinista Giuseppe Bessone di Cuneo ed il capotreno Attilio Bandiera di Ventimiglia che si trovavano nella cabina di guida dell'automotrice di testa del treno italiano, quattro feriti gravi e parecchi feriti leggeri, tra cui il macchinista del treno francese che, resosi conto dell'inevitabilità dell'impatto imminente, riuscì a mettersi in salvo.
Ai due ferrovieri periti nell'incidente è stata dedicata una targa apposta nella stazione di San Dalmazzo di Tenda dalle sezioni CGIL di Cuneo e Ventimiglia e dalla CGT delle Alpi Marittime.
Per stabilire le cause dell'incidente venne istituita, come da prassi, una commissione d'inchiesta.

## Rapporto della commissione d'inchiesta
La commissione d'inchiesta ha appurato che l'incidente è stato causato dall'esclusione di un dispositivo di sicurezza da parte del DCC (Dirigeant de la Commande Centralisée – Dirigente del Comando Centralizzato) che telecomanda la tratta Limone-Ventimiglia da Breglio.

### La dinamica dell'incidente
Dal rapporto steso dalla commissione d'inchiesta risulta la seguente ricostruzione dei fatti.
L'incrocio tra i treni 18586 Nizza-Tenda e 22957 Cuneo-Arma di Taggia avviene normalmente a San Dalmazzo di Tenda, con il primo fermo in stazione e il secondo che vi transita senza sosta. Il DCC, forse a causa del ritardo del 18586, giunto a Breglio 10 minuti dopo l'orario previsto, decide, del tutto legittimamente, di procedere con una sequenza diversa.
- Poco prima delle 10:36 il DCC imposta l'itinerario del treno 18586 da Breglio al segnale di protezione[9] di San Dalmazzo di Tenda[8].
- Il treno 18586 effettua la fermata a Fontan-Saorgio e riparte verso San Dalmazzo di Tenda intorno alle 10:47, invece che alle 10:39[8].
- Tra le 10:47 e le 10:50 il DCC imposta l'itinerario del treno 22957 da Tenda al segnale di partenza[10] di San Dalmazzo di Tenda[8].
- Il DCC tenta di formare l'itinerario di uscita del treno 22957 dalla stazione di San Dalmazzo di Tenda verso quella di Fontan-Saorgio, ma non vi riesce perché la sezione di blocco tra le due stazioni risulta occupata[8].
- Il DCC, evidentemente dimenticatosi della presenza del treno 18586 in linea, interpreta erroneamente l'occupazione della sezione come conseguenza di un guasto del blocco conta-assi[8].
- Dopo l'arresto del treno 22957 al segnale di partenza di San Dalmazzo di Tenda, il DCC azzera il blocco conta-assi agendo su una serratura protetta da un sigillo di controllo, escludendo così gli interblocchi di sicurezza, e forma nuovamente l'itinerario di uscita del treno 22957, mandando immediatamente a via libera il segnale di partenza di San Dalmazzo di Tenda[8].
- Resosi conto dell'errore il DCC tenta di mettersi in contatto con i macchinisti dei treni, ma senza successo[8].
- Il treno 22957 parte dopo meno di un minuto d'arresto al segnale di partenza e impiega meno di due minuti per percorrere i circa 900 m che lo separano dal punto d'impatto, che raggiunge intorno alle 11 alla velocità di 70 km/h[8].
- Il macchinista italiano del 22957 non si accorge del pericolo, forse scambiando i fari del treno francese con la luce che si scorge normalmente all'uscita della galleria. Di fatto non attiva la frenatura d'emergenza e non abbandona la cabina di guida[5].
- Il macchinista francese del 18586, uscendo dalla galleria «Porcarezzo», separata dalla galleria «Biogna» da un viadotto di circa 200 m, scorge il segnale di avviso "al giallo" che gli anticipa il successivo segnale di protezione a "via impedita" (rosso) e rallenta per potersi arrestare senza superarlo. Poco dopo essere entrato nella galleria «Biogna» scorge i fari del treno italiano e, rendendosi conto dell'inevitabilità dell'impatto, porta a zero il comando di trazione e lascia la cabina di guida il più velocemente possibile, senza però azionare il freno di emergenza[5].
- La collisione frontale avviene a 300 m dall'ingresso sud della galleria. L'impatto estremamente violento, si stima che il treno italiano viaggiasse a 70 km/h e quello francese a circa 20 km/h, provoca la distruzione delle due cabine di guida e la morte del macchinista e del capotreno del treno italiano[5].
- Il macchinista del treno francese, che ha perduto conoscenza per qualche istante e che risulta ferito in modo leggero, si libera ed esce dalla galleria dal lato sud, quindi telefona al DCC che risponde riconoscendo il grave errore appena commesso e chiama i soccorsi[8].

### Danni alle persone
Il macchinista e il capotreno del treno italiano vengono uccisi dall'impatto senza avere il tempo di lasciare la cabina di guida.

Il macchinista del treno francese, riuscendo a lasciare la cabina di guida, viene ferito in modo leggero.

Il «controllore» del treno francese, che non era nell'automotrice di testa, subisce anch'egli solo ferite leggere

Tra i circa duecento viaggiatori del treno italiano, quattro riportano ferite gravi e una decina ferite leggere.

I passeggeri del treno francese, tutti sistemati nella prima vettura, riportano solo ferite leggere.

### Danni al materiale rotabile
I danni subiti dalle automotrici di testa sono rilevanti. In entrambi i treni le cabine di guida vengono completamente distrutte.

La prima automotrice italiana viene piegata dalla pressione esercitata dal treno francese, da un lato, e dalle altre due automotrici, dall'altro. Queste ultime, che hanno subito solo danni minori, possono essere sganciate e raggiungere Cuneo con i propri mezzi. Lo stesso avviene per l'automotrice di coda francese, che può rientrare a Nizza.

I due rimorchi intermedi del treno francese sono fortemente danneggiati. Essendo veicoli più leggeri sono stati sollevati dall'impatto accavallandosi parzialmente e il primo di essi, strisciando sulla volta della galleria, si è incastrato nel secondo distruggendone completamente il compartimento bagagli.

### Danni alle infrastrutture
Malgrado la violenza dell'impatto, le conseguenze dell'incidente sulle infrastrutture sono state limitate dalla galleria che ha agito come una sorta di contenitore. Le pareti e la volta hanno subito solo danni superficiali, senza alcuna conseguenza oltre alla rottura dei cavi delle telecomunicazioni.

Il binario è stato leggermente spostato (max 15 cm) e deformato per circa 45 m. Il pietrisco della massicciata ha dovuto essere rincalzato per una decina di metri.

### Danni all'ambiente
Malgrado la violenza dell'impatto, i serbatoi di gasolio dei treni sono rimasti intatti. Si sono verificate solo piccole perdite dalle alimentazioni del carburante dei motori, limitando il rischio d'incendio e non provocando l'inquinamento del luogo.